# Старий Орхей
Старий Орхей (рум. Orheiul Vechi) — історично-археологічний комплекс, розташований за 60 км на північний схід від Кишинева, на річці Реут, входить до складу природно-культурного заповідника «Старий Орхей», загальною площею близько 500 га. У Старому Орхеї були знайдені сліди різних цивілізацій. Тут розташовувалася гето-дакська фортеця (VI—I ст. до н. е), городище Золотої Орди Янгі-Шехр або, як його називали арабські мандрівники, Шехр аль-Джедід (30-60-і рр. XIV ст.), православні монастирі (з кінця XIV століття) і молдавське місто Орхей (XV—XVI століття).
Частина Національного парку Орхей.

## Історія
Та територія заселена з давніх часів, так як півострів в закруті Реута, оточений з 3-х сторін стрімкими скелями, був гарним природним укріпленням проти ворогів. На тому місці було засновано та зруйновано багато поселень різних народів. В середині XIII століття Золота Орда завоювала ту територію, і в XIV столітті виросло місто в ординському (передньоазіатському) стилі під назвою Янгі-Шехір, що означає «Нове Місто».
Мусульмани залишили археологам свою спадщину: руїни мечеті, караван-сараю, мавзолеїв і лазень. Місцевий музей, крім експонатів під відкритим небом, має багату експозицією глазурованої кераміки в татарському стилі. В кінці 60-х рр. XIV століття, в умовах ослаблення Золотої Орди, жителі змушені були залишити місто і на цьому місці з'являється молдавське поселення — місто Орхей. Тут була розташована резиденція місцевого воєначальника — пиркалаба, побудовані дві православні церкви з прилеглими цвинтарями. Приблизно в середині XVI століття господар Молдавського князівства перемістив місто на 18 км вище за течією Реута, на місце сучасного Оргіїва. Археологічний заповідник носить назву середньовічного міста, розташованого в цьому місці, але його вже називають Старий Орхей. Музейний комплекс Старий Орхей являє собою систему історичних пам'яток та природних ландшафтів.
Старий Орхей знаменитий своїми скельними монастирями. Дана територія була ідеальною для богопосвячених осіб в ранньому християнському суспільстві. Вона була ізольована від зовнішнього світу. В ті часи, коли християни прийшли на цю землю, можливо, що в скелях вже були печери, висічені доісторичними племенами, що жили на цій території. Швидше за все, християни використовували існуючі печери. У середні віки поширення православного чернечого життя і часті набіги кримських і буджацьких татар змусили ченців заглибитися в неприступні скелі. Вони розширювали існуючі печери і висікали нові. Деякі печери добре збереглися до нашого часу.
Дослідження показують, що в результаті землетрусів, які часті в цьому регіоні, багато скель з келіями обрушилися в води річки Реут, проте багато комплексів досі в хорошому стані. Найстарішою укріпленою спорудою в Старому Орхеї є гетська фортеця, яка находиться на скелі. Фортеця з'єднувалася з навколишнім світом вузької стежкою, яку легко заблокувати у разі необхідності, тому місцевість була ідеальною для спорудження фортеці. В кінці III століття до нашої ери жителі покинули фортецю через нашестя німецьких племен. Іншою спорудою, яке привертає інтерес, є середньовічна фортеця, збудована Золотою Ордою, і яка потім використовувалася молдавською державою.
В історії Старого Орхея виділяють 3 періоди.

## Передзолотоординський період (XII—XIII століття)
У цей період на місці Старого Орхея (територія під впливом Галицько-Волинського князівства) існувало поселення-фортеця, захищене дерев'яної стіною зі сторожовими вежами. Його залишки були виявлені археологами при розкопках. Поселення вело активну торгівлю водним шляхом з північно-причорноморськими містами і з прилеглими територіями лівого берега річки Дністер. Поселення і фортеця були зруйновані в ході татаро-монгольської навали 1241—1242 років.

## Золотоординський період (30-60 роки XIV століття)

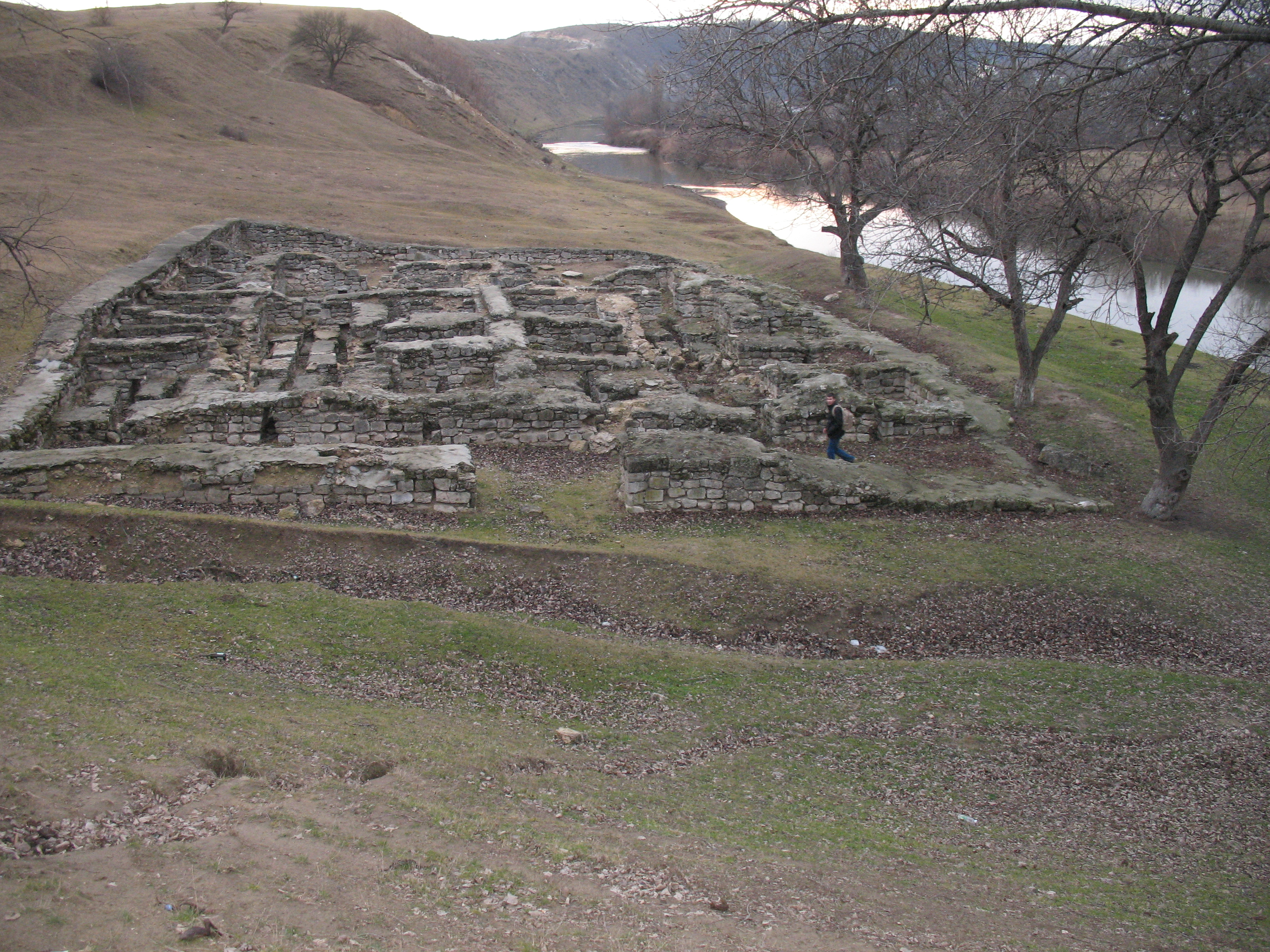
Руїни татарської лазні в селі Требужень

Близько 1330 р на тому ж місці татарами було засновано місто, яке отримало назву Янгі-Шехр (арабські мандрівники називали його Шехр аль-Джедід), що в перекладі з старотатарської мови означає Нове місто. Місто будується під керівництвом ординських (а також передньоазіатських) майстрів. Археологами тут були знайдені споруди, характерні для міст Золотої Орди, — караван-сараї, мечеть, мавзолей — мазар, громадські лазні. До наших часів збереглися залишки лазні, що мали приміщення для ванн, відпочинку, масажу, обладнаної опаленням і вентиляцією. Залишки інтер'єру свідчать про колишню розкіш внутрішнього оздоблення лазні. Деякі вчені вважають, що лазні Старого Орхея сходять до прототипів римських лазень, інші знаходять спільні елементи з будівлями в Вірменії, Криму, Надволжі. Розкопані залишки фундаментів давніх споруд було надбудовано в сучасний час, для додання їм більшої привабливості для туристів.

## Молдавський період (60-і роки XIV століття— друга половина XVII століття)

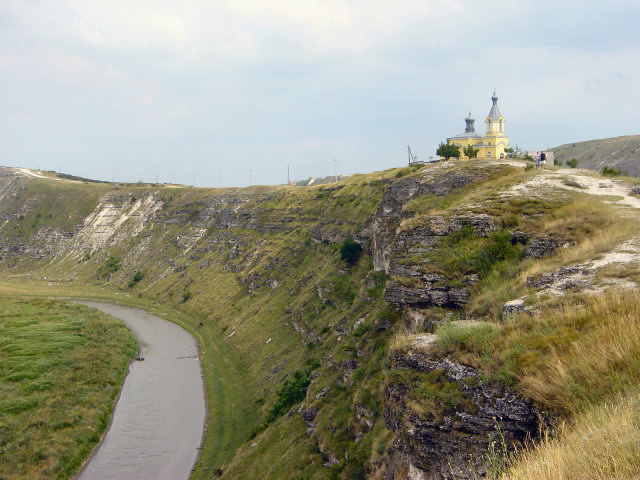
Монастир на р. Реут біля села Бутучень

У 1369 м. Янгі-Шехір був розграбований і зруйнований Молдавським князівством, татари були вигнані з Дністровсько-Прутського межиріччя, а місцеве населення зайняло місто, давши йому назву «Орхей» («фортеця, укріплення»). Місто росте і знаходить важливе оборонне значення. Зводяться ряд фортифікаційних споруд, відновлюється зруйнована татарська фортеця. Із заходу місто зміцнюється двома рядами оборонних дерев'яно-земляних споруд, а з інших сторін місто захищене обривистими берегами річки. Таким чином, місто було оточене кільцем укріплень.

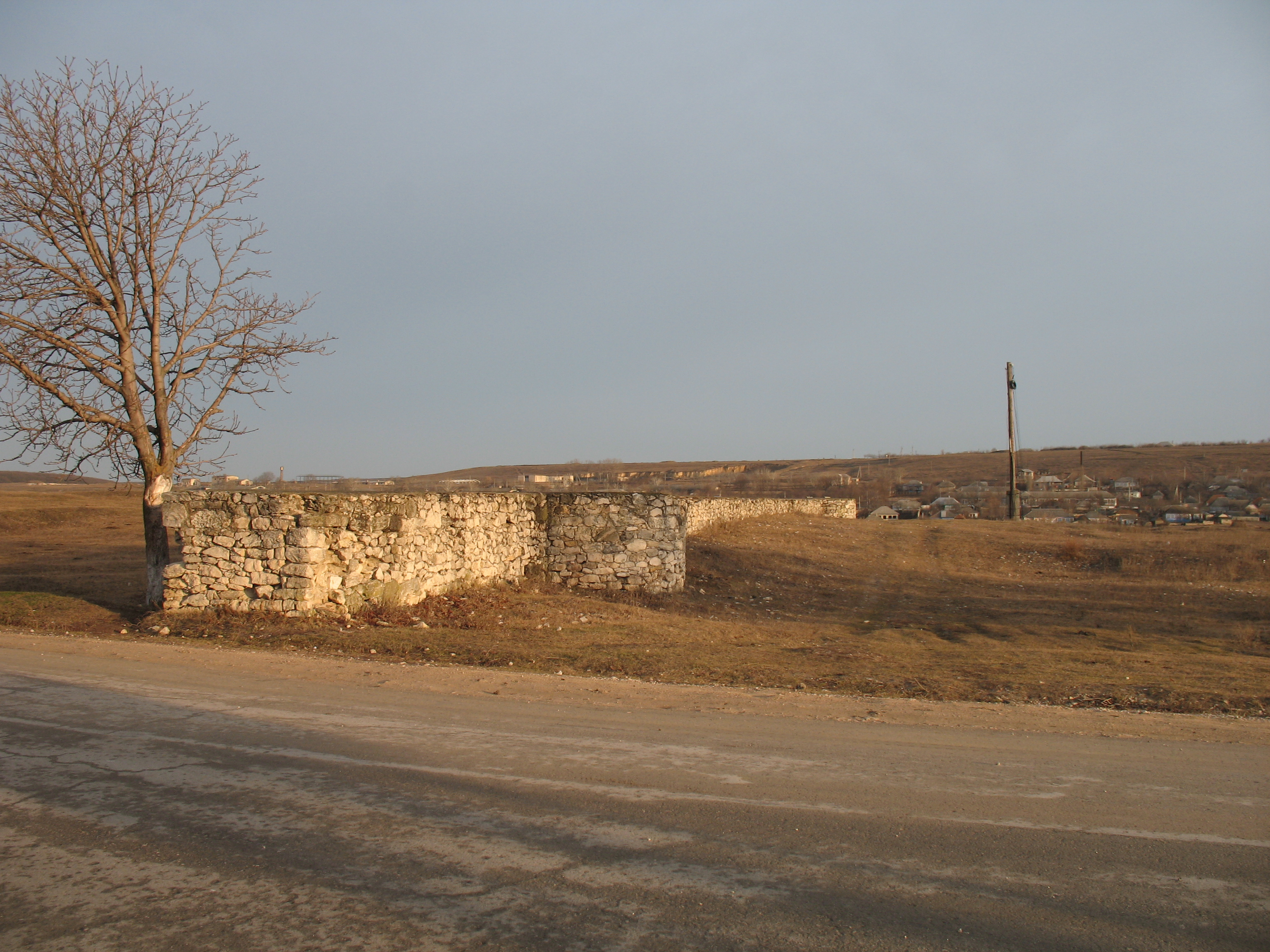
Відновлені залишки палацу Пиркалаба

У другій половині XV століття при господарі Штефані III Великому була побудована кам'яна цитадель. Стиль цієї споруди був типовим для молдавських фортифікаційних споруд того періоду. Фортеця мала форму чотирикутника з кутовими та надбрамною вежею. Всередині знаходився палац пиркалаба — призначений господарем вищого військового і цивільного начальника міста і округи.
У XV столітті, період розквіту Молдавського князівства, Старий Орхей став одним з центрів ремісничого виробництва і торгівлі. Археологами були знайдені залишки і інших будівель, зведених в цей період — фундамент церкви початку XV століття, ремісничі майстерні, житла, лазні. Знайдено предмети з металу, кераміки, обпаленої глини, монети. Велася торгівля з східноєвропейськими країнами.

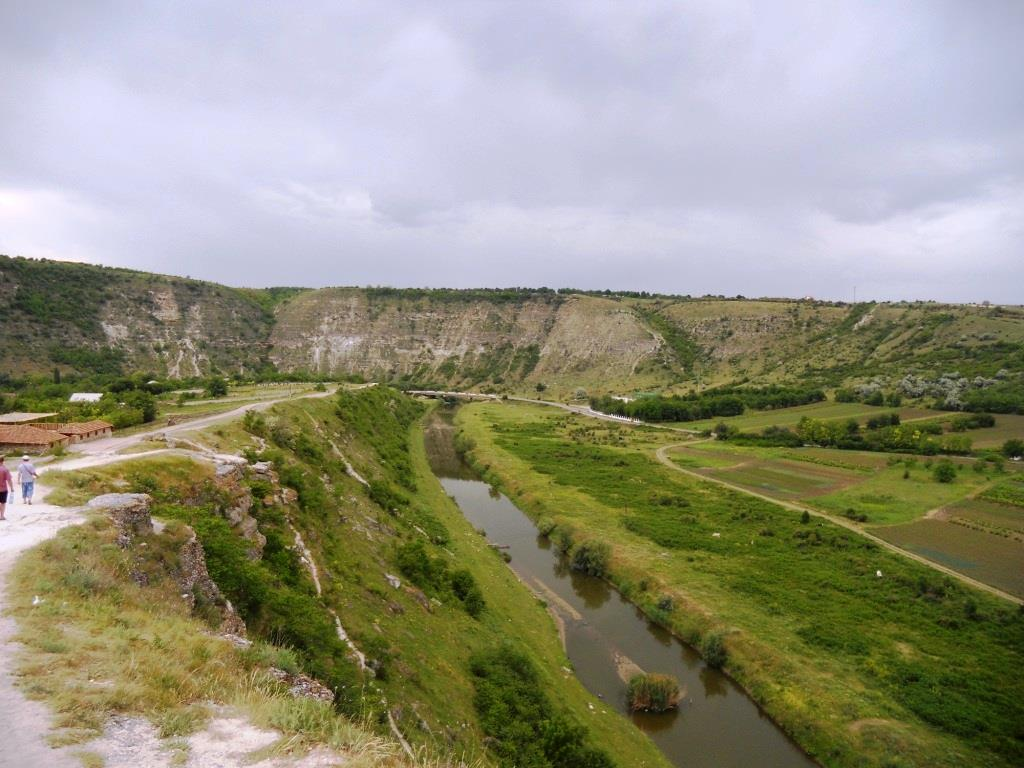
Старий Орхей

1484 року Білгород (нині Білгород-Дністровський) був захоплений турками, в результаті чого був блокований основний торговий шлях до Причорномор'я. Це завдало серйозних економічних збитків місту. На рубежі XV — XVI століть місто зазнало кількох нападів кримських татар, що розорили місто. Після походу турецького султана Сулеймана I Пишного, влітку 1538 року Орхей знову був зруйнований. У підсумку, в середині XVI століття місто було поступово перенесено на територію сучасного міста Оргіїв. Історики пов'язують це з відходом в сторону торгової дороги. На старому місці до другої половини XVII століття існувало село Мовіле, але воно поступово зникло.

## Музейний комплекс

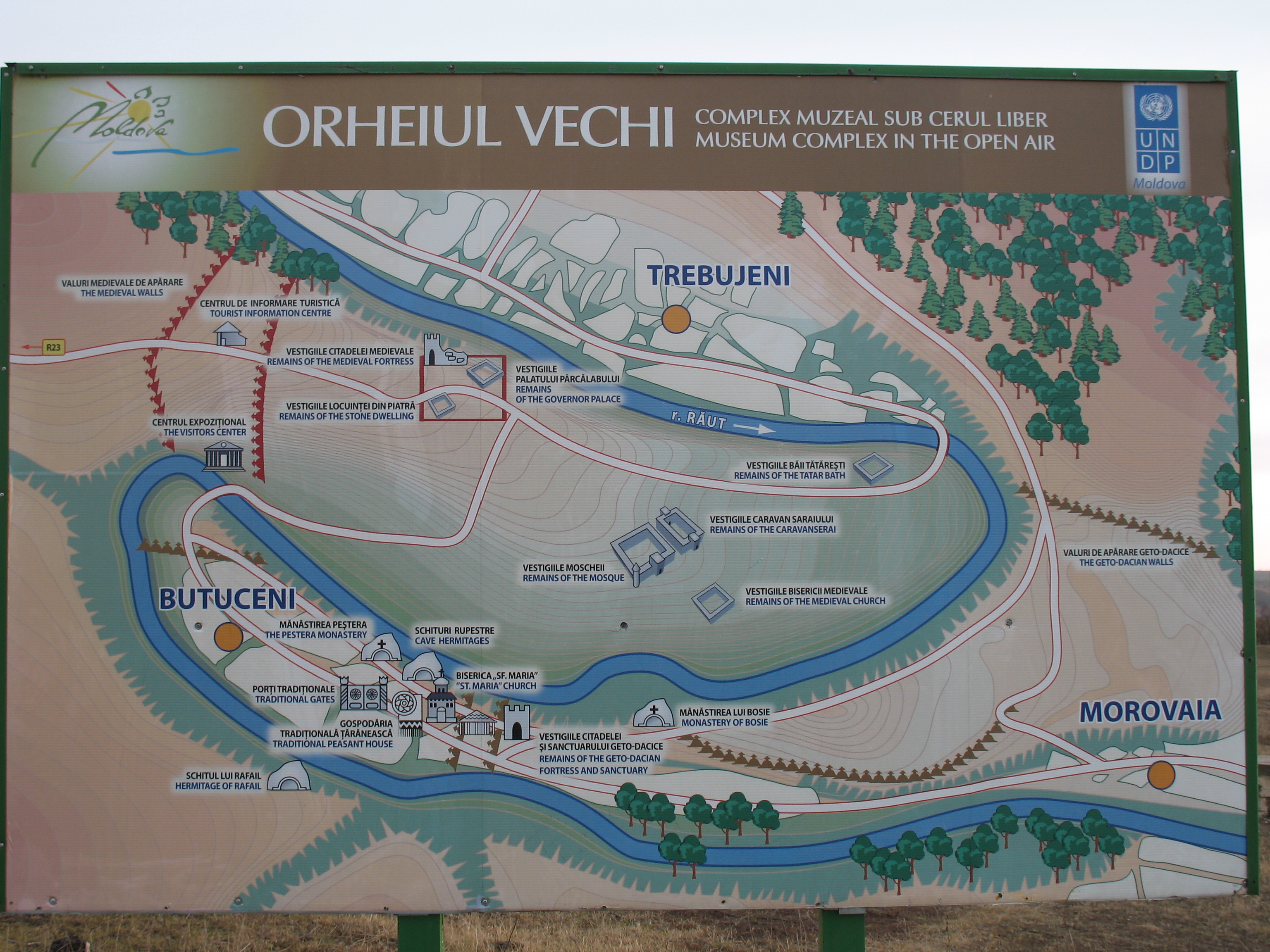
Пам'ятки в Старому Орхеї

Розкопки на території Старого Орхея ведуться з 1940-х років. Керували розкопками Георгій Дмитрович Смірнов, Павло Петрович Бирня, Іван Тимофійович Нікуліце, Іван Георгійович Хинку. З 1996 року керівництво розкопками в Старому Орхеї перейшло до доктора історичних наук Георге Постіке. У 1968 році був утворений музейний комплекс «Старий Орхей», в якому представлені знайдені середньовічні вироби з металу і кераміки. Найбільш цінні історичні знахідки експонуються в Національному Історичному музеї Молдавії в Кишиневі. На території історико-археологічного комплексу «Старий Орхей» розташовані села Требужень, Бутучень, Моровая.
У Старому Орхеї можна побачити печерні монастирі, вирубані в скелях на березі Реута. Найстаріший православний скит «Пештере» розташований на висоті 60 м над Реутом і його можна знайти по спорудженій пізніше над ним дзвіниці. Він складається з церкви з вівтарем, групи келій, коридору зі сходинками, що ведуть до Реуту. Обвал, що трапився приблизно в XVIII столітті, знищив підходи до скиту. Зовнішні фото скиту «Пештере», на 1-му фото видно залишки кам'яних сходів, знищеної обвалом: 1, 2, 3, 4 .
Вище за течією Реута знаходиться більш пізній скит, що складається з п'яти сполучених печер-келій, кожна зі своїм виходом назовні. Цей скит був заснований орхейским пиркалабом Босіем в 1675 році. Поруч на скелі зберігся молдавський текст, який свідчить, що в печерних скитах в 1690 р ховалися гайдуки, главою яких був запорожець Стець Хатман.

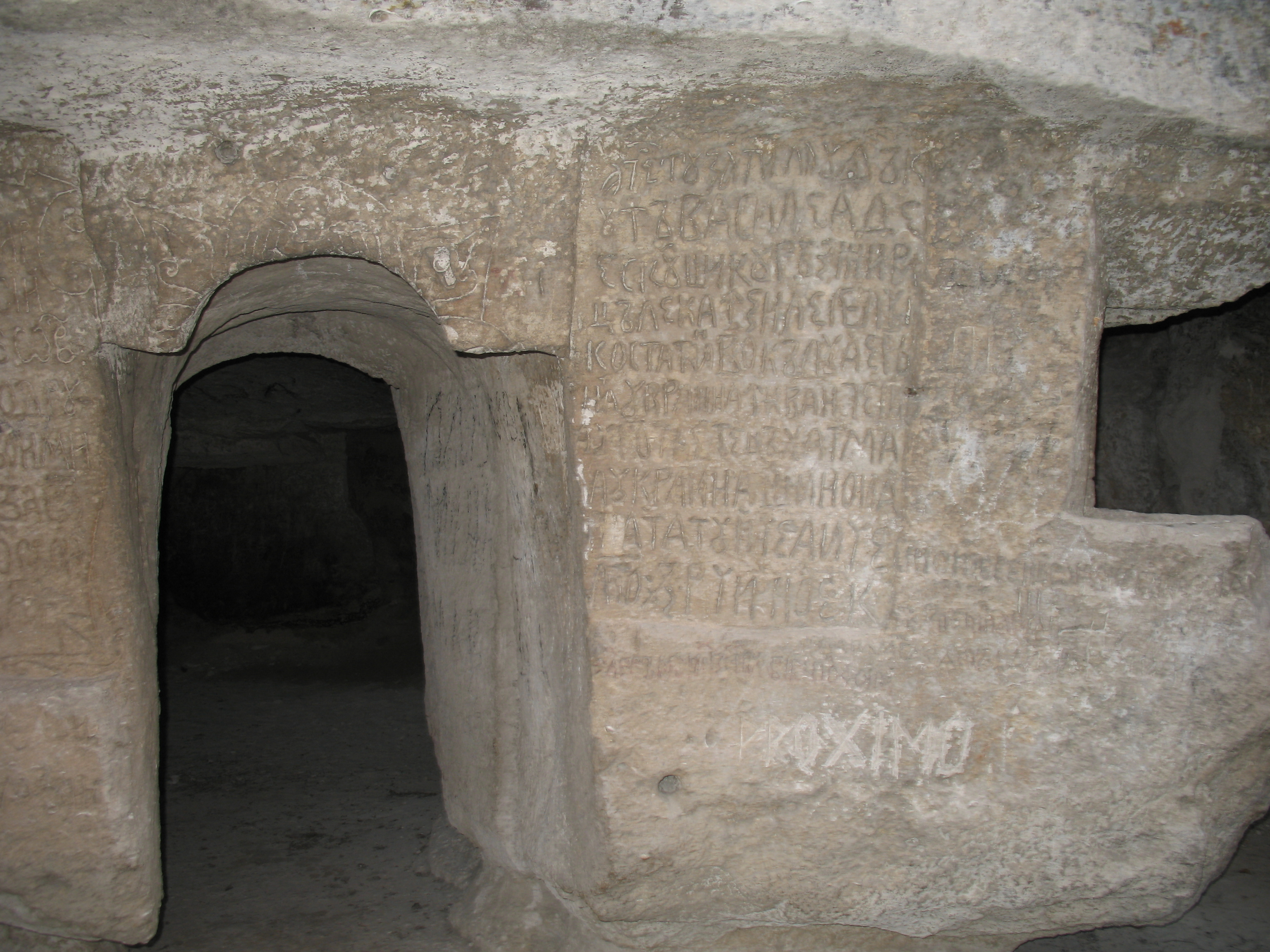
Написи на стінах скиту, заснованого пиркалабом Босієм

У 1821 році до скельного монастиря «Пештере» з боку села Бутучени був пробитий двадцятиметровий тунель і зроблений новий вхід, а в 1890 році біля входу була побудована дзвіниця. У 1915 році неподалік була споруджена православна церква, і скельний монастир втратив своє значення.

## Література

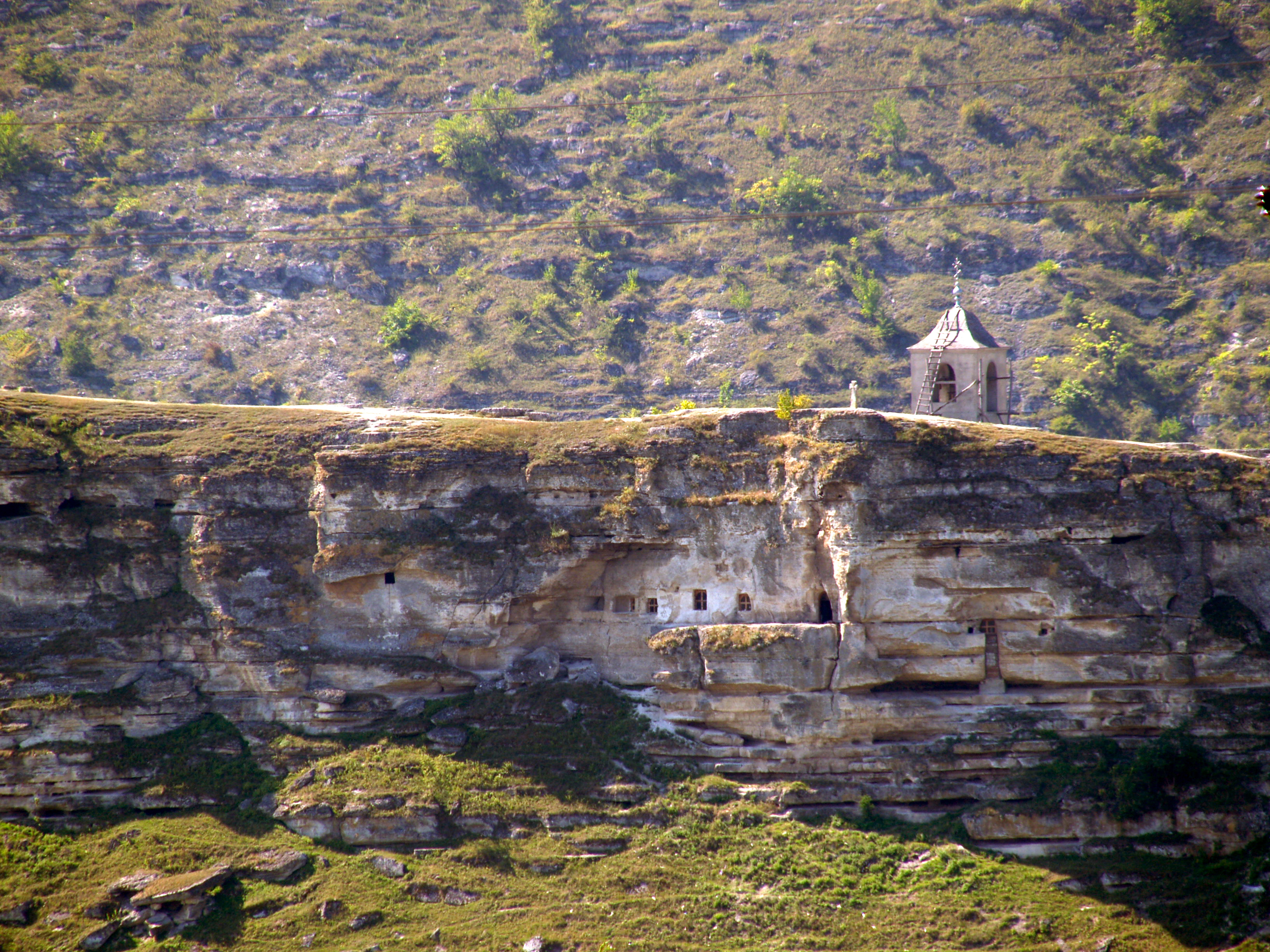
Скит «Пештере» («Печера»). Старий Орхей